# Aguriahana anser
Aguriahana anser är en insektsart som beskrevs av Irena Dworakowska 1982. Aguriahana anser ingår i släktet Aguriahana och familjen dvärgstritar. Inga underarter finns listade i Catalogue of Life.